# فرانک باختری

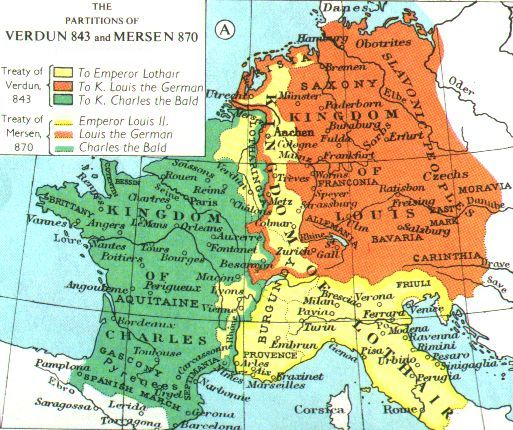
فرانک باختری و میانی و خاوری در ۸۴۳–۸۷۰

فرانک باختری به سرزمین زیر فرمان شارل کچل پس از سال ۸۴۳ میلادی می‌گویند، در این سال سرزمین کارولنژی‌ها به سه بخش شد، دو بخش دیگر را فرانک میانی و فرانک خاوری می‌خواندند که برادران شارل کچل فرمانروایی آن سرزمینها را داشتند. این سرزمین چیزی نزدیک به اندازه کنونی کشور فرانسه بود و پادشاهی باختری فرانکها خوانده می‌شد.
این سرزمین خود به چند بخش بزرگ بخش می‌شد: آکیتان، بریتانی، بورگوندی، کاتالونیا، فلاندر، گوتیا، تولوز و ایل دو فرانس.
پس از سال ۹۷۸ میلادی این پادشاهی به فرانسه شناخته می‌شد ولی دودمان پادشاهی تازه که کاپتی‌ها بودند از بخش ایل دو فرانس برخاسته بودند.

## پادشاهان
- شارل دوم
- لوئی دوم
- لوئی سوم
- کارلمان دوم
- شارل فربه